# Courbetaux
Courbetaux est une ancienne commune française du département de la Marne en région Grand Est. Elle est rattachée à la commune de Montmirail depuis 1967.

## Géographie

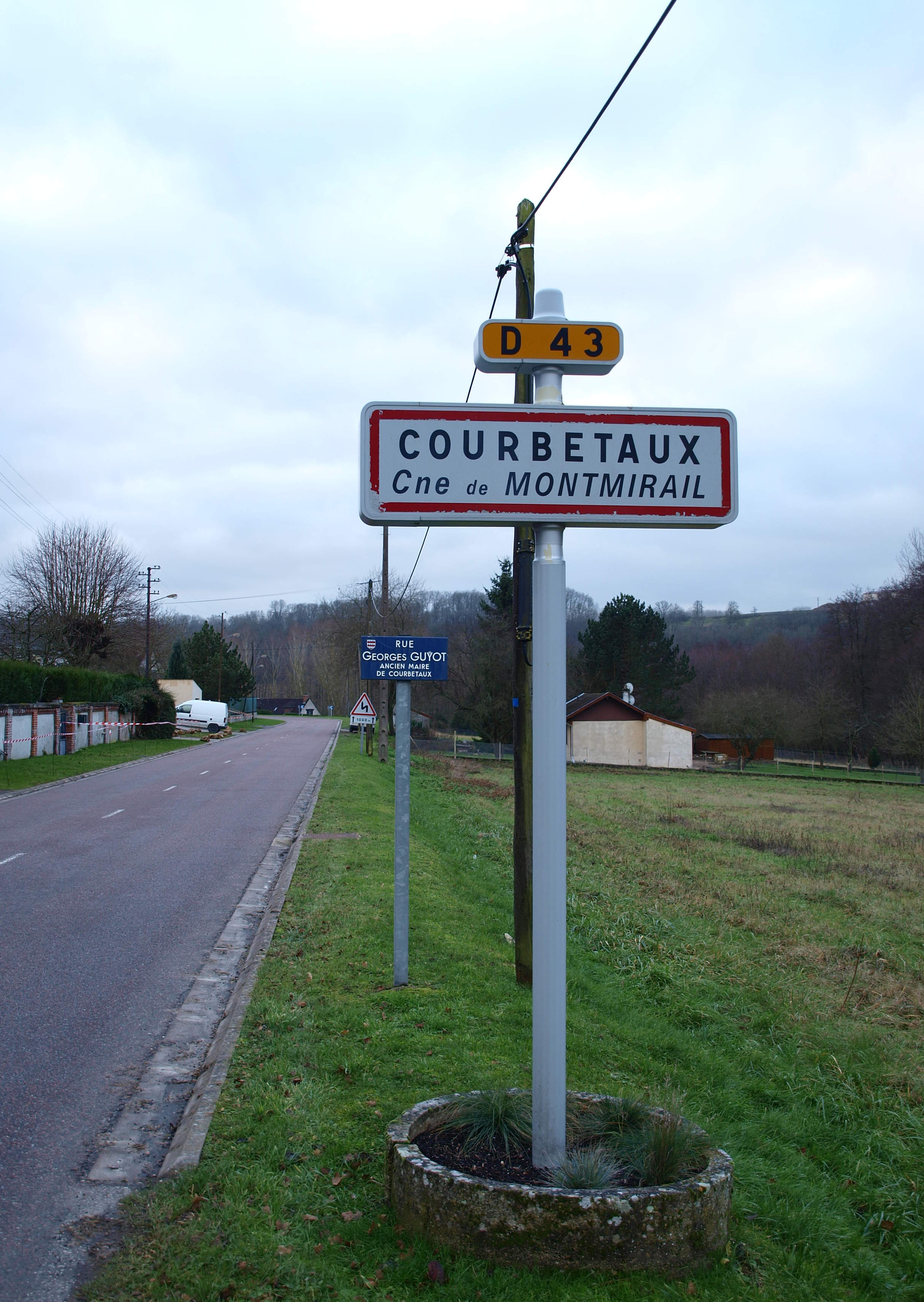
Entrée du village.
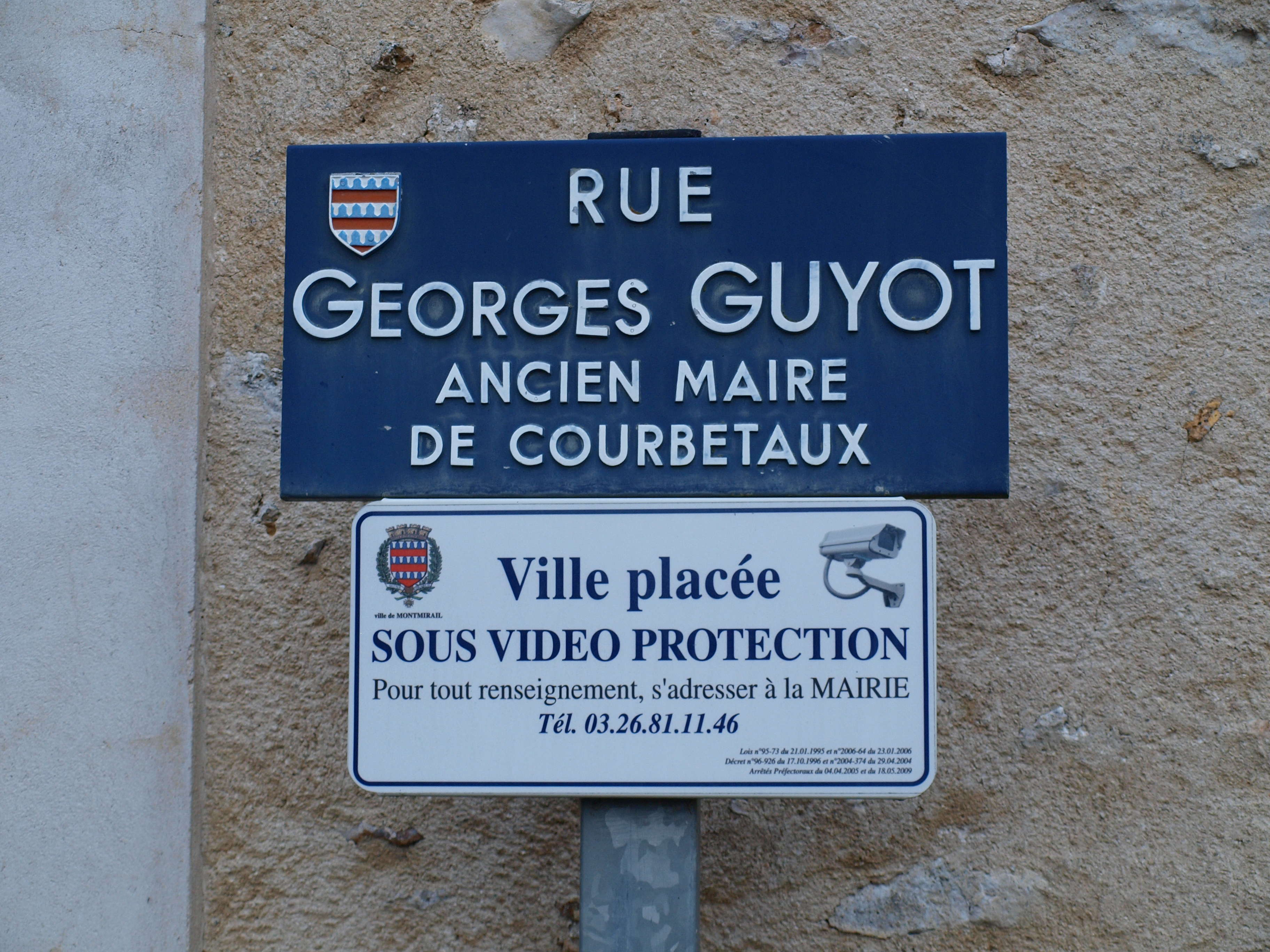

## Histoire
En 1263, les terres de Courbetaux possédées par Jean Ier de Châteauvillain sont cédées à l'abbaye de la Grâce-Notre-Dame.
Le 23 février 1967, la commune de Courbetaux est rattachée à celle de Montmirail sous le régime de la fusion simple.

## Administration
| Période | Période | Identité      | Étiquette | Qualité |
| ------- | ------- | ------------- | --------- | ------- |
| ?       | ?       | Georges Guyot |           |         |

## Démographie
| 1793 | 1800 | 1806 | 1821 | 1831 | 1836 | 1841 | 1846 | 1851 |
| ---- | ---- | ---- | ---- | ---- | ---- | ---- | ---- | ---- |
| 300  | 244  | 272  | 276  | 241  | 246  | 246  | 261  | 273  |

| 1906 | 1911 | 1921 | 1926 | 1931 | 1936 | 1946 | 1954 | 1962 |
| ---- | ---- | ---- | ---- | ---- | ---- | ---- | ---- | ---- |
| 235  | 224  | 266  | 279  | 260  | 243  | 241  | 237  | 211  |

## Monuments

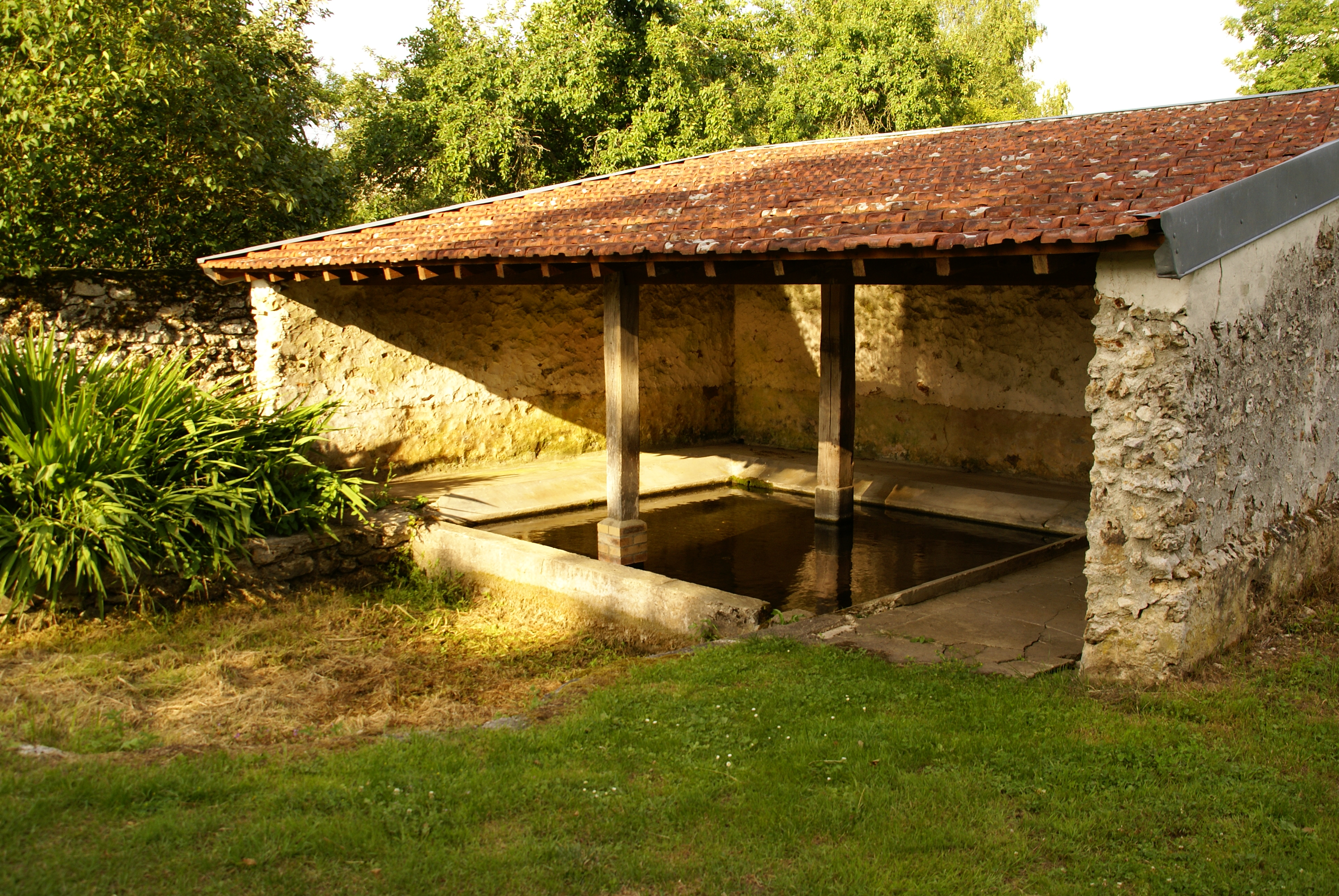
Lavoir.
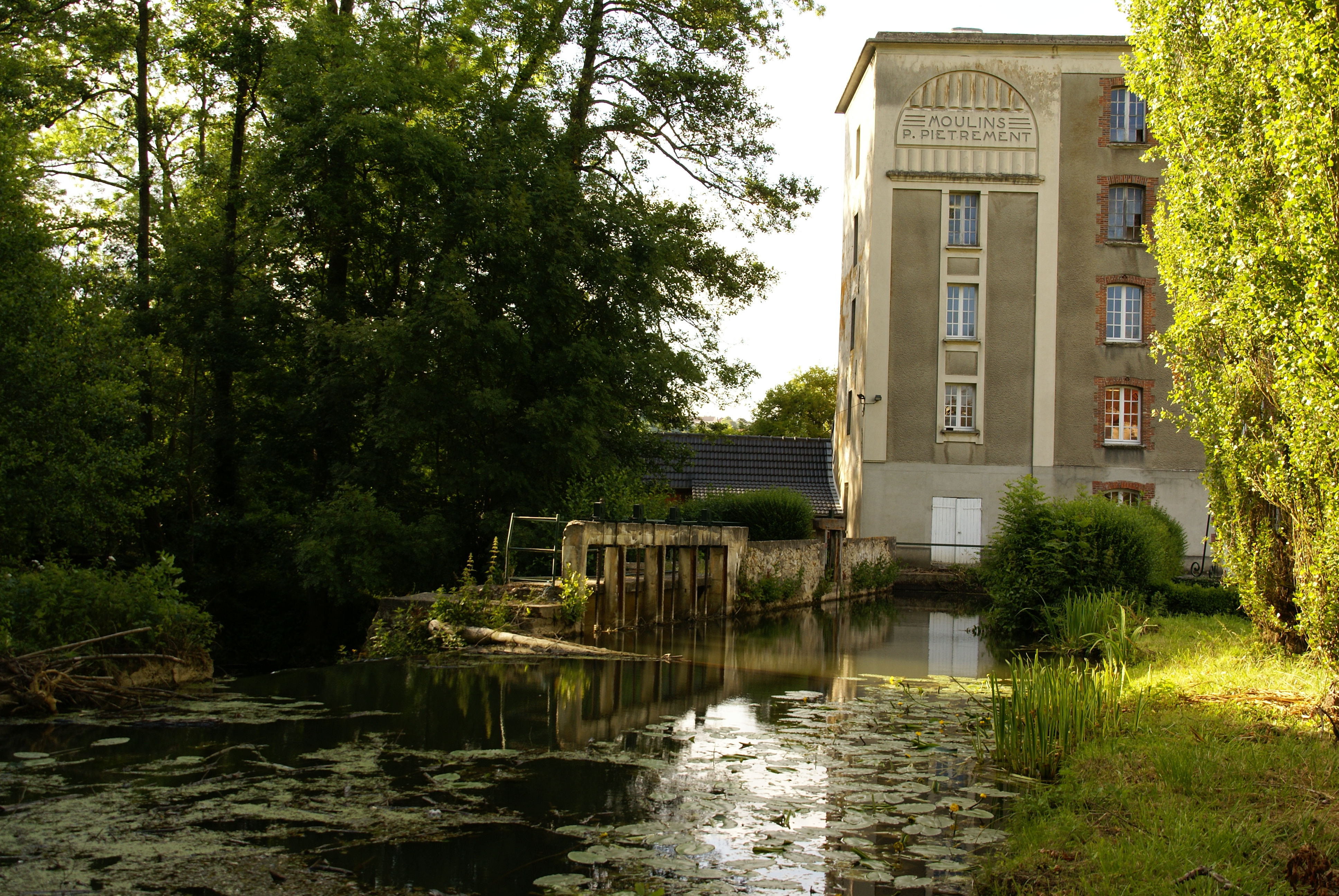
Moulin.
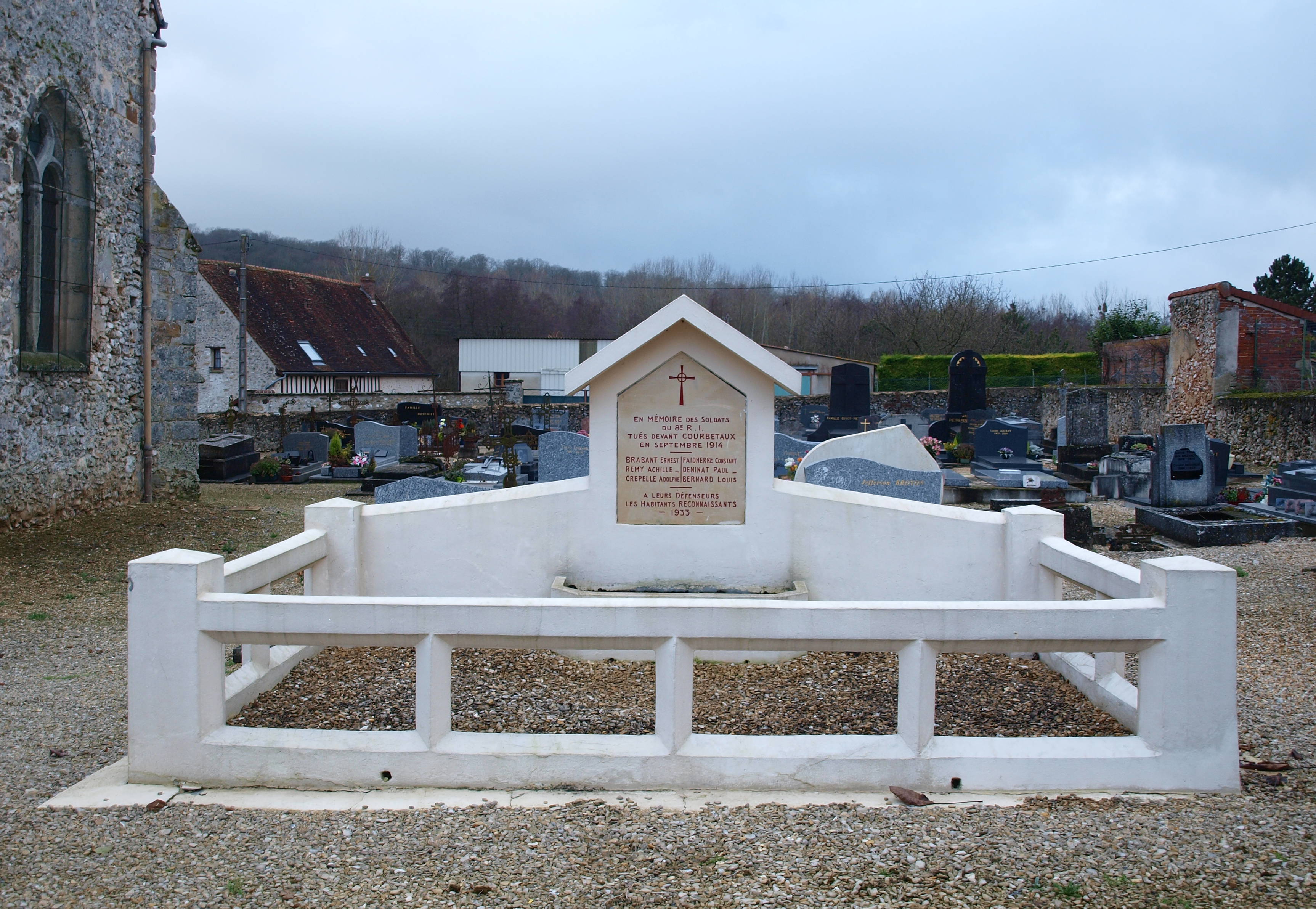
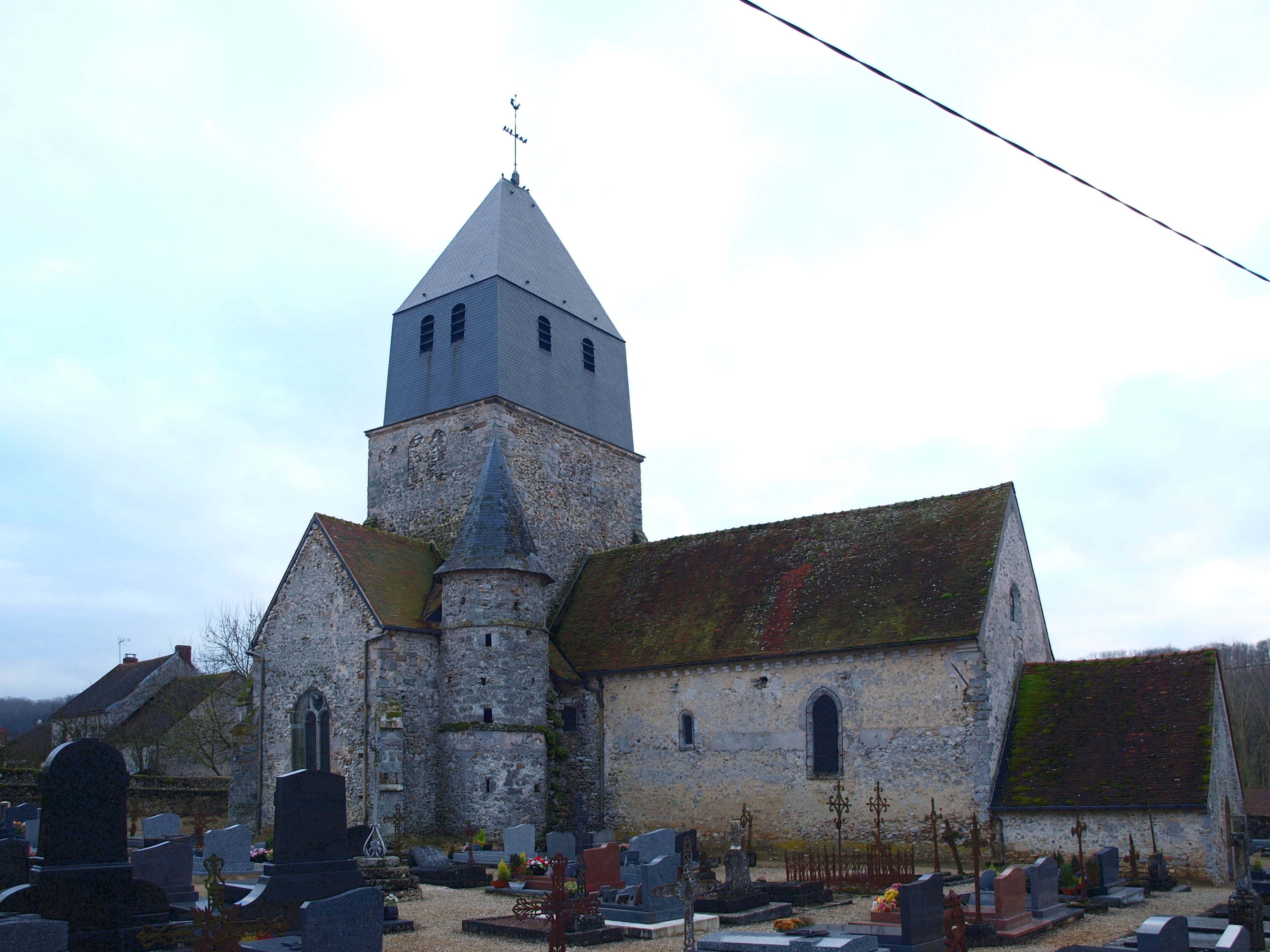
Église et cimetière.